# Stanisław Mróz (dziennikarz)
Stanisław Mróz,  ps. Marek (ur. 13 listopada 1881 w Pułtusku, zm. 7 lutego 1941 w KL Auschwitz) – polski dziennikarz, redaktor, pracownik koncernu Ilustrowanego Kuriera Codziennego.

## Życiorys

### Młodość
Edukację zaczął w gimnazjum w Pułtusku, a następnie uczęszczał do gimnazjum w Warszawie, edukacji tej jednak nie ukończył. Porzucił rozpoczętą w Warszawie naukę zawodu farmaceuty i aktywnie zajmował się działalnością socjalistyczną. Używał wtedy pseudonimu "Marek". Brał udział w rewolucji 1905 roku, w wyniku czego musiał w 1907 roku opuścić Królestwo. Przed I wojną światową przyjechał do Galicji (ok.roku 1911) i od tego czasu aż do wybuchu II wojny światowej i początku okupacji niemieckiej, mieszkał w Krakowie.

### Praca dziennikarska
Karierę dziennikarską zaczął jako redaktor w „Nowej Reformie”, gazecie codziennej wydawanej przez ziemianina, członka Rady Państwa w Monarchii Austro-Węgierskiej Adama Doboszyńskiego (ojca znanego polityka endeckiego), pisując też do "Nowin Ilustrowanych". Jako recenzent pisał artykuły o życiu kulturalnym Krakowa, m.in. o pierwszych, pośmiertnych przedstawieniach sztuk Wyspiańskiego – Powrót Odyssa (1917) i Akropolis (1926), wystawach artystycznych, książkach. Pisał też sam i publikował wiersze. Jego współpracownikami w tym okresie byli m.in. Karol Irzykowski – jeden z redaktorów "Nowej Reformy" (do r. 1917), Konstanty Srokowski (redaktor "Nowej Reformy" aż do jej likwidacji w r.1928), Tadeusz Pawlikowski i Gabriela Zapolska – stale pisujący do "Nowej Reformy".
W połowie 1927 roku, „Nowa Reforma” została przejęta przez koncern IKC Mariana Dąbrowskiego i w następnym roku zamknięta. Stanisław Mróz przeszedł w ten sposób do wydawnictwa IKC i pracował w nim aż do likwidacji koncernu przez okupanta niemieckiego w 1939 roku. Siedzibą koncernu był od 1927 roku Pałac Prasy przy ul. Wielopole 1. W latach 1928–1939 Stanisław Mróz był redaktorem literackim (odpowiednik redaktora naczelnego) popularnego, tanio wydawanego przez koncern IKC ilustrowanego tygodnika "Na Szerokim Świecie". Współcześni tak go opisują: oryginalna postać: niedźwiedziowaty, o sumiastych wąsach, potężna łysina czołowa, ekstrawagant. Mimo pozorów dziwactwa i rubasznych manier dziennikarz dużej wiedzy encyklopedycznej, nosiciel zdrowej filozofii....
Jako redaktor "Na Szerokim Świecie" podróżował po Europie, był między innymi w Hiszpanii, w okresie przed wojną domową. Mróz uzyskał dość dużą swobodę w prowadzeniu pisma. Pismo jego występowało przeciwko sympatiom profaszystowskim w społeczeństwie polskim. Pisał też nadal recenzje i prowadził specjalny dział poświęcony poezji – Antenę Poetów. W dziale tym kładł nacisk na nowe zjawiska w ówczesnej poezji polskiej.

### Konspiracja, aresztowanie i śmierć w Oświęcimiu
Na początku okupacji niemieckiej, Stanisław Mróz wraz z grupą współpracowników, wobec nieobecności właściciela koncernu IKC Mariana Dąbrowskiego w kraju, podjął próbę wydawania w oparciu o maszyny drukarskie wydawnictwa gazety konspiracyjnej Dziennik Krakowski.
22 maja 1940 roku Stanisław Mróz został aresztowany przez Niemców i postawiony w stan oskarżenia za swoje przedwojenne publikacje antyhitlerowskie oraz za organizowanie prasy konspiracyjnej. Był najpierw uwięziony w zakopiańskiej katowni Gestapo w dawnym pensjonacie "Palace" (obecnie Muzeum Męczeństwa, ul. Chałubińskiego 7, w czasie wojny Tatrastrasse – ul. Tatrzańska), a następnie został przewieziony do obozu w Auschwitz-Birkenau i tam zginął. Jako przyczynę zgonu w zawiadomieniu przesłanym rodzinie podano zapalenie płuc.
Zachowały się świadectwa o jego ostatnich dniach w Oświęcimiu.
W połowie lutego 1941 urna z prochami Stanisława Mroza została przesłana przez obóz w Auschwitz-Birkenau rodzinie. Został on pochowany w grobie żony na cmentarzu Rakowickim w Krakowie.

### Świadectwa pośmiertne
Miarą popularności Stanisława Mroza w przedwojennym Krakowie może być fakt, jak często był wspominany przez sobie współczesnych. Sylwetka jego pojawia się w biografii Leona Chwistka napisanej przez Karola Estreichera (Leon Chwistek: biografia artysty 1884-1944), we wspomnieniach Stanisława Pigonia, Witolda Zechentera, Jalu Kurka, Stanisława Broniewskiego, Olgierda Jędrzejczyka, Zygmunta Leśnodorskiego, Gracjany Miller-Zielińskiej, Zofii Ordyńskiej, Zofii Stryjeńskiej, Jarosława Iwaszkiewicza.
Jest faktem ironicznym, że po śmierci Stanisława Mroza w gadzinowych gazetach krakowskich wydawanych przez okupanta, nadal ukazywały się artykuły przez Niego podpisywane. Synowie dziennikarza mieli początkowo wrażenie, że bez zgody spadkobierców publikowane są starsze teksty dziennikarza. Po pewnym czasie pojawiły się jednak artykuły wyraźnie napisane po Jego śmierci. Po wojnie, dziennikarz skazany za kolaborację przyznał się do ich autorstwa.

### Życie prywatne
Żoną Stanisława Mroza była Barbara z d. Dorociak. Pobrali się 28 lutego 1911 r. w Krakowie. Tam też urodziło się jego dwóch synów: Sokrates (ur. 1915) i Daniel (ur. 1917), później grafik, ilustrator i scenograf krakowski. Według Witolda Zechentera, Rodzina Mrozów mieszkała w Krakowie przy ulicy Wygoda.
Barbara Mróz zmarła w pół roku po aresztowaniu męża przez Niemców, w grudniu 1940 roku.